# Pablo Teleki
El conde Pablo Teleki de Szék (en húngaro: Teleki Pál; Budapest, 1 de noviembre de 1879-ibídem, 3 de abril de 1941) fue un político húngaro, dos veces primer ministro (1920-1921 y 1939-1941). Experto en geografía, fue miembro de la Academia Húngara de Ciencias y presidente de la asociación de scouts húngara.
Nacido en 1879 en el seno de una aristocrática familia transilvana, Teleki se convirtió en un destacado geógrafo y orientalista. El origen provinciano, la familia y educación privilegiadas y la enraizada fe católica contribuyeron a imbuirle de un intenso conservadurismo. Su carrera política cobró peso en la posguerra de la Primera Guerra Mundial, ligada al régimen conservador del regente Miklós Horthy. Dos veces primer ministro, la primera en 1920-1921 y la segunda en 1939-1941, durante su primer mandato hubo de enfrentarse a las consecuencias de la guerra mundial, el Tratado de Trianon, el régimen comunista de Béla Kun y la contrarrevolución. Teleki propugnó una Hungría cristiana, conservadora y anticomunista y se mostró firme defensor de la revisión de las fronteras húngaras. Presidió el periodo de consolidación del régimen contrarrevolucionario que rigió Hungría hasta 1944.
Destacado geógrafo, su prestigio internacional le llevó a participar en el trazado de las fronteras septentrionales de Irak en 1924. Mantuvo una intensa actividad en el movimiento escultista.
Tras un largo periodo alejado del Gobierno, regresó a él en mayo de 1938, como ministro de Educación. El año siguiente retomó la presidencia del Gobierno. Apoyado en las potencias fascistas para lograr los objetivos revisionistas tras tratar en vano de obtenerlos de las potencias occidentales, mostró algunos gestos de independencia frente a Hitler e intentó infructuosamente utilizar a Italia como contrapeso al poder alemán. Cada vez más dependiente del favor de Berlín para lograr sus objetivos territoriales, tuvo que ligar su política a la del Eje. Logró recuperar parte de los territorios ansiados y perdidos tras el Tratado de Trianon. A pesar de su creciente desilusión por la dependencia de Alemania, permaneció al frente del Gobierno por insistencia del regente. La crisis yugoslava de marzo-abril de 1941, en la que Alemania logró el apoyo mayoritario del Gobierno y los mandos militares húngaros a la invasión del país a pesar de su reciente acuerdo de amistad, condujo a su suicidio en protesta el 3 de abril.
Teleki es una figura controvertida de la historia húngara, como quedó de manifiesto en los medios de comunicación húngaros con motivo del descubrimiento de una estatua en su honor en la primavera de 2004.

## Niñez y adolescencia
Teleki nació en el seno de una antigua familia aristocrática transilvana, aunque su padre, el conde Géza Teleki, contaba con escasas tierras en la región. Breve ministro de Interior de Kálmán Tisza, casó con Irén Muráti, hija de un comerciante griego, en 1871. Poco después de la boda, la pareja se instaló en Pest, donde la familia materna poseía una residencia. Tras varios partos de niños muertos, nació Pál el 1 de noviembre de 1879, al que se llamó oficialmente Pál János Ede Teleki. Vestido de azul durante seis años en agradecimiento a la Virgen por su nacimiento, aprendió pronto alemán y rudimentos de griego. Con un padre a menudo ausente, Teleki se educó bajo la estricta disciplina materna. La familia solía residir en Budapest en invierno y se trasladaba en verano a Pribilești, en Transilvania. En la biblioteca del palacete familiar el joven Teleki adquirió un intenso amor por los libros —llegó a tener una notable colección— que conservó toda la vida. Su educación aristocrática incluyó el aprender a cazar, deporte por el que se volvió apasionado. Ya en la adolescencia, dominaba diversos idiomas (francés, alemán, inglés y algo de rumano, griego e italiano). Educado en general de forma privada a pesar de su ingreso formal en un gimnasio de Budapest, acabó su formación secundaria con notas excelentes.
Enclenque y enfermizo, Teleki mejoró de salud con la edad, pero sufrió periódicas depresiones e ingresos en hospitales. Su mala salud lo eximió de cumplir el servicio militar.

## Estudios universitarios y comienzos en la geografía y la política

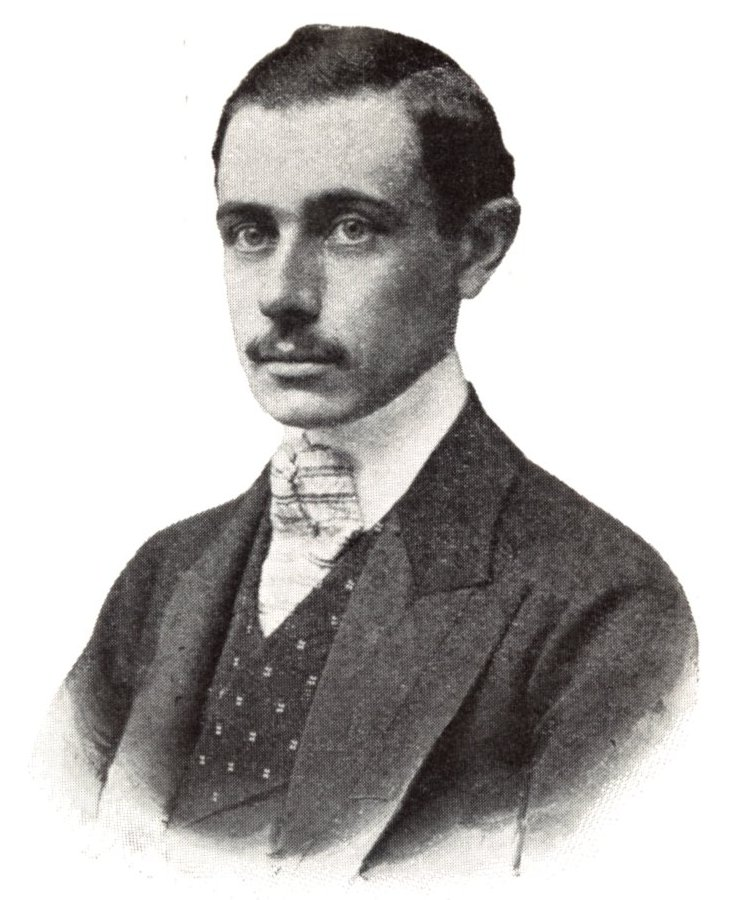
El joven Teleki en 1905, poco después de su doctorado y el año que comenzó su carrera política como diputado del Parlamento de Budapest.

Ingresó en la facultad de Derecho de la capital húngara en 1897 por insistencia de sus padres, no por interés propio; como los estudios no eran muy exigentes, pudo dedicar bastante tiempo a otras actividades. Los viajes de esta época despertaron en él el interés por la geografía, en la que destacó en Hungría durante las dos décadas siguientes. Sus estudios oficiales debían permitirle desarrollar una carrera en la Administración. En diciembre de 1903, se doctoró con una tesis en Ciencias Políticas.
Comenzó su carrera política como diputado electo —sin contrincantes— de uno de los partidos de oposición al gobernante Partido Liberal en el distrito de Nagysomkút en el condado de Szatmár, a donde su familia le había enviado para comenzar su carrera administrativa, en enero de 1905. Se afilió al Partido de la Constitución, de Gyula Andrássy el joven, en noviembre de ese año. Regresó en la primavera de 1906 a su condado tras un viaje a Europa occidental para recopilar información geográfica con el objetivo de presentarse a las nuevas elecciones previstas. Tras resultar nuevamente elegido, esta vez con una mayoría ajustada frente a Alexandru Vaida-Voevod del Partido Nacional Rumano, permaneció pasivamente en el Parlamento hasta 1910. Se concentró en la geografía y las ciencias dejando de lado cada vez más la actividad política. Realizó diversos viajes, a Egipto y por Europa, y escribió un docto tomo sobre la cartografía de Japón que le valió indirectamente la plaza de secretario general de la Sociedad Geográfica Húngara, que obtuvo en la primavera de 1911. Se lo eligió asimismo presidente de la Sociedad Turánica, fundada en diciembre de 1910, asociación de vagos objetivos interesada en los que se creía que eran pueblos emparentados con los magiares (los «turánicos», fundamentalmente comunidades de lengua turca); a pesar del relativo interés gubernamental por la agrupación, tuvo escaso éxito y transcendencia y Teleki se planteó años más tarde dimitir de su cargo en ella.

## Matrimonio y vida familiar
Casado desde 1908 con la condesa Hanna Bissingen, de diecinueve años en aquel momento, miembro de una familia austriaca de tradición militar afincada en Hungría y diez años más joven que él, el matrimonio fue feliz. Le emparentaba además con uno de los políticos claves de la época, Esteban Bethlen: sus suegras eran hermanas (además de ser la madre de Bethlen una Teleki). Tuvieron dos hijos, Mária y Géza, nacidos en 1910 y 1911 respectivamente, a los que Teleki nunca estuvo muy unido, pasando largas temporadas sin verlos por sus viajes y obligaciones sociales, aunque solían pasar juntos parte del verano en la finca familiar en Transilvania. La condesa apenas participaba en las apariciones públicas de su marido.
La madre de Teleki, mujer con mucho carácter, gran influencia en la familia y origen griego, en cuya presencia solo se hablaba en alemán (uno de los idiomas que Teleki dominaba), mantuvo una situación algo tensa con su nuera, que no era capaz de llevar las finanzas de la familia adecuadamente. Con el fallecimiento de su padre por complicaciones cardiacas en septiembre de 1913, Teleki pasó a administrar la hacienda y las finanzas familiares.

## La guerra mundial
Al estallar la contienda, Teleki, dueño de un automóvil, cosa poco común en la época, pasó a formar parte del cuerpo de automovilistas, encargado de tareas de enlace con el Estado Mayor de los ejércitos desplegados en Bosnia contra Serbia, lejos del frente. Esta actividad acabó aburriéndolo; recibía permisos cada vez más largos, llegando a ausentarse de su puesto hasta tres o cuatro meses seguidos, mucho más que un soldado normal. Con la entrada en guerra de Italia en 1915, se le transfirió como oficial a este nuevo frente para administrar una estación de ferrocarril que lo abastecía, pero esto no disipó el hastío de Teleki. Se lo destinó a la retaguardia en marzo de 1916 y poco después su unidad fue disuelta; se le encargaron entonces tareas de propaganda relacionadas con sus conocimientos de geografía y didáctica. Decidió regresar a la política a consecuencia de la entrada de Rumanía en el conflicto en agosto de 1916, que lo inquietó; fue elegido sin oposición y volvió al Parlamento —del que había estado ausente seis años—, en el que destacó como experto en materias sociales, salud e «higiene racial», esto último gracias a su anterior interés por el darwinismo social.
Se le encargó la gestión de la oficina de veteranos en junio de 1917, con la llegada al Gobierno de Mauricio Esterházy. Desarrolló en ella una actividad febril, tanto en el socorro de los soldados (mejora de hospitales, ayudas a los lisiados, asistencia a las viudas y huérfanos, etc.) como en su educación moral: indicaba a sus subalternos la importancia de inculcar sus valores conservadores (relevancia de la familia, ensalzamiento de la vida rural frente a la ciudad, condena de los vicios personales, defensa de la familia numerosa). Mantuvo durante toda su vida su interés por la extensión de la educación entre la sociedad (sobre todo entre la burguesía, no tanto entre el amplio campesinado) conjugado con un gran conservadurismo.

## Contrarrevolución y antisemitismo

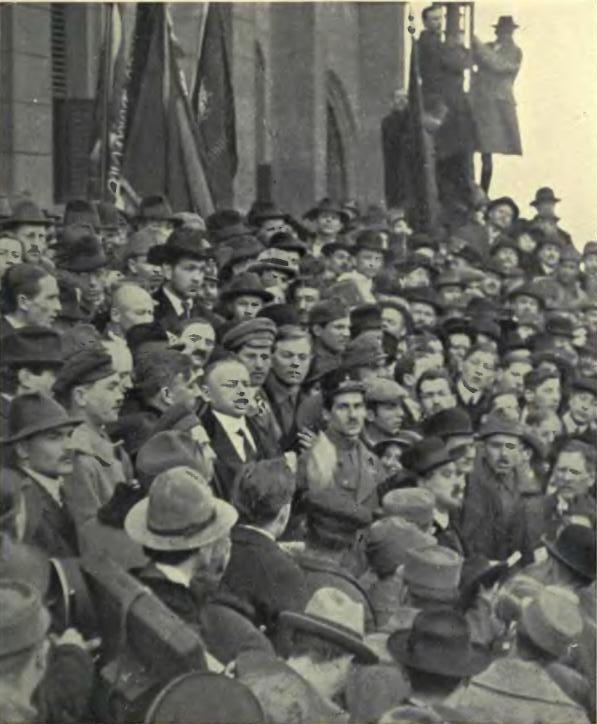
Béla Kun proclamando la República Soviética Húngara en la escalinata del Parlamento húngaro en marzo de 1919. Teleki fue un decidido adversario del régimen comunista y participó en el Gobierno rival instalado en Szeged bajo protección francesa.

Trazó junto a otros estudiosos un mapa para tratar de reflejar la distribución de las nacionalidades y su densidad en el Reino en diciembre de 1918, tras la derrota húngara en la guerra. Ingresó en una asociación contraria a su desmembramiento en enero de 1919, que pasó a presidir al mes siguiente, al tiempo que desarrollaba una intensa actividad ante los representantes de la Entente en Hungría en favor del mantenimiento de la integridad territorial del Reino convertido en república. Formó parte del Consejo Nacional Székely junto con otros políticos transilvanos; era esta una organización contraria a la separación del territorio transilvano de Hungría de la que más tarde surgieron los principales dirigentes de las organizaciones revisionistas.
Retirado de la oficina de veteranos por el Gobierno de Mihály Károlyi, este lo incluyó, sin embargo, en la delegación húngara que debía partir a la Conferencia de Paz de París. Encargado por Károlyi de representar los intereses húngaros en el extranjero, trató de entrar en vano en Gran Bretaña y marchó a Suiza a comienzos de marzo. Allí lo sorprendió la instauración de la República Soviética Húngara, a la que se opuso inmediatamente, recomendando a la Entente que no utilizase tropas de los países vecinos para aplastarla, sino únicamente húngaras. Seguía defendiendo el mantenimiento de las regiones periféricas del antiguo reino en Hungría y relacionaba la creación del régimen comunista con la pérdida territorial. Trató de marchar a París para participar en la conferencia de paz, pero los británicos lo rechazaron.

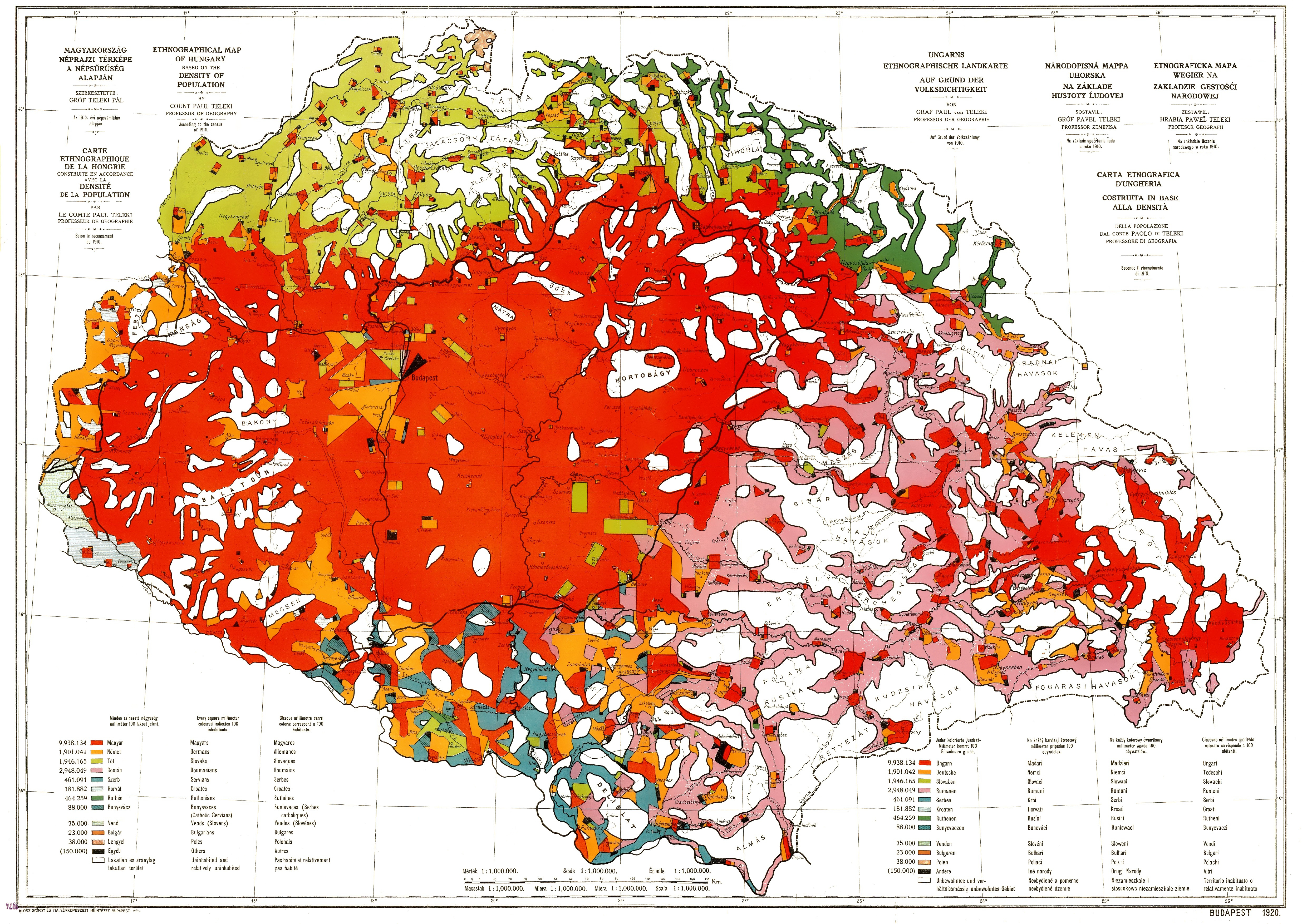
El «mapa rojo», trazado por Teleki para reflejar la distribución y densidad de nacionalidades en el antiguo Reino de Hungría y utilizado por la delegación húngara en la Conferencia de Paz de París.

Pronto, en abril de 1919, marchó a Viena, donde se formó un núcleo de contrarrevolucionarios, principalmente políticos del antiguo régimen y oficiales del Ejército. Bethlen encabezaba el comité antibolchevique. El núcleo contrarrevolucionario centrado en Viena al que se unió Teleki contenía miembros de aristocráticas familias magiares, conservadores opuestos a la experimentación social y a la democracia, que habían regido Hungría durante generaciones. El comité solicitó reiteradamente la intervención occidental en Hungría. La Entente negó su ayuda a la formación de un gran ejército contrarrevolucionario como solicitaron Teleki y Bethlen, pero les permitió continuar con sus actividades en el territorio ocupado por Francia al sur de Hungría. Teleki y Bethlen habían esperado que su actividad anticomunista conllevase un mejor trato para Hungría en la conferencia de paz. Animado por el principal representante francés en Viena, Teleki marchó a Szeged en mayo de 1919; llegó a comienzos de junio con gran cantidad de dinero para financiar la actividad de los sublevados y se convirtió al poco, el 6 de junio, en ministro de Asuntos Exteriores del Gobierno alternativo a Budapest presidido por Gyula Károlyi. Teleki era el representante del Comité Antibolchevique vienés en el nuevo Gobierno, que al comienzo aquel había rechazado. Organizó un cuerpo diplomático compuesto principalmente por aristócratas y veteranos diplomáticos austrohúngaros que más tarde representaron el núcleo del Ministerio de Asuntos Exteriores del periodo de entreguerras.
La ciudad era una mezcla turbulenta de trabajadores hostiles al Gobierno contrarrevolucionario, refugiados radicales, políticos liberales de la antigua escuela y tropas de ocupación francesas. En Szeged, a diferencia de Viena, se centraba un nuevo grupo contrarrevolucionario, menos aristocrático y más pobre que el vienés, que atraía a los desplazados de clase media y a la pequeña nobleza perjudicada por la posguerra. Este grupo, conocido como «movimiento de Szeged», adoptó una ideología intensamente antisemita, antisocialista, militarista y revisionista, similar a otros movimientos fascistas de la época.
Uno de los acontecimientos más importantes de la época en Szeged para Teleki fue el conocer al futuro regente, el almirante Miklós Horthy, con el que en seguida congenió, en junio de 1919, durante un viaje conjunto a Belgrado. El almirante, nuevo ministro de Defensa del Gobierno de Szeged, compartía con Teleki su pasión por los automóviles, el dibujo, los viajes y la caza, además de su aborrecimiento por los políticos. Ambos viajaron a Belgrado en una infructuosa misión por lograr el reconocimiento del nuevo Gobierno, apoyo para su lucha contra el Gobierno comunista de Budapest y una mejora de las condiciones de paz que se iban a imponer a Hungría.
Tras la caída de la república soviética y el golpe de Estado contra el nuevo Gobierno controlado por los sindicalistas durante la ocupación rumana, se formó un nuevo Gobierno de coalición en Budapest una vez que las tropas rumanas evacuaron la ciudad. Para entonces Teleki había abandonado el Gobierno de Szeged y se había trasladado a Budapest, donde a finales de agosto formó un nuevo partido, el Partido Nacional Cristiano. El nuevo partido, unido a otros similares, se convirtió a finales de octubre en el Partido de Unificación Nacional Cristiano (KNEP), contrapeso del popular Partido de los Pequeños Propietarios, agrario. El KNEP era una alianza de los refugiados regresados de Viena, la Iglesia católica, la burguesía capitalina y los contrarrevolucionarios de Budapest. Desde agosto y por encargo del archiduque José, Teleki retomó sus actividades de preparación para la conferencia de paz, en las que lo ayudaron colaboradores que resultaron más tarde importantes en su carrera política.
Distintos grupos de derecha, de composición social e ideología similares, se disputaron el poder durante los dos años siguientes a la caída de la república soviética; entre ellos se contó el grupo aristocrático en el que se hallaban Teleki o Bethlen. Las rencillas entre los diversos grupos eran más disputas personales que ideológicas; solo la cuestión de la restauración de los Habsburgo los dividió notablemente.
La revolución produjo en Teleki un antisemitismo que mantuvo hasta su muerte. Teleki asociaba a los judíos al comunismo, al que se oponía tajantemente, a pesar de que conocía el apoyo que estos habían prestado también a la causa reaccionaria. El que el sesenta por ciento del Gobierno revolucionario hubiese sido judío bastaba a Teleki para generalizar y decidir que se los había de expulsar de la actividad económica y cultural del país (que controlaban en gran medida con el consentimiento del poder político en manos de la aristocracia) y sustituirlos por una clase media cristiana. La visión de Teleki se fue conformando en la defensa del cristianismo, el antiliberalismo, la moral tradicional, su oposición al internacionalismo, los judíos y cualquier movimiento sospechoso de progresismo (que asociaba a los judíos) y una defensa del poder de las clases altas reforzado paulatinamente por miembros de la burguesía educados en el «espíritu nacional».

## Trianon

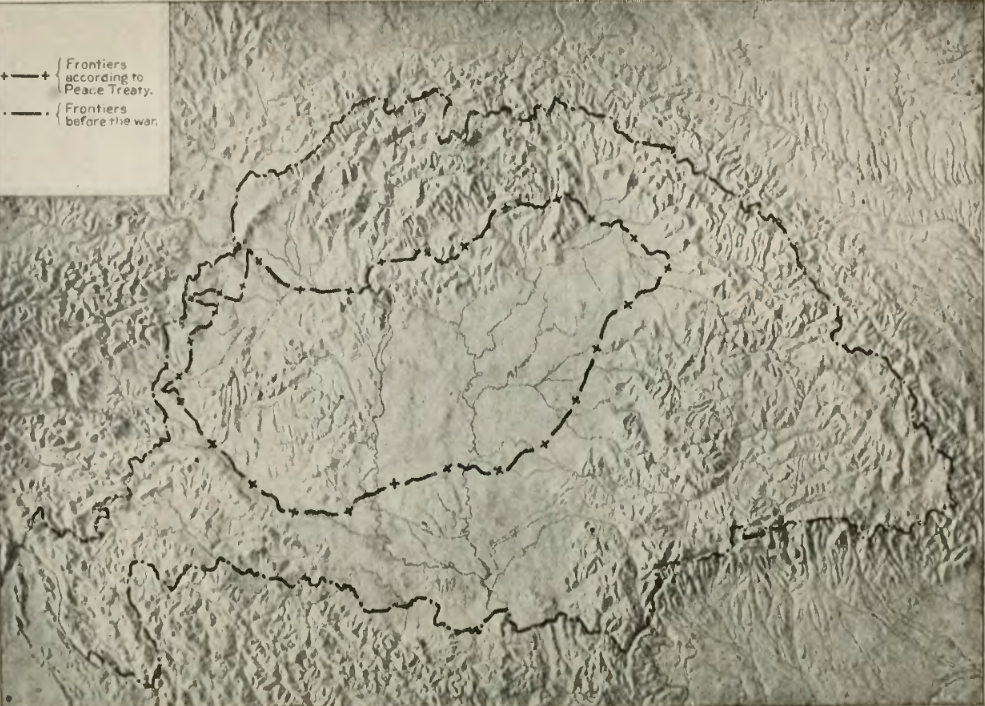
Reducción del territorio húngaro por el Tratado de Trianon, según un mapa del propio Teleki.

Marchó a París a comienzos de enero de 1920 como parte de la delegación húngara; esperaba poder negociar las condiciones de paz para Hungría. Su misión fue un fracaso. Se confinó a la delegación en un hotel de mala reputación de las afueras de la capital y solo se le permitió pasear por el cercano Bois de Boulogne, sin que tuviese oportunidad de presentar la documentación, cuidadosamente preparada, a los representantes de los vencedores. Solamente después de recibir el pliego de las condiciones preliminares se permitió al jefe de la delegación presentar la defensa de los intereses húngaros. El mapa creado por Teleki para mostrar la distribución geográfica de las distintas nacionalidades que intentaba reflejar a la vez la densidad de población según el censo austrohúngaro de 1910 fue utilizado en la exposición. La delegación viajó a Hungría para informar al Gobierno de las duras condiciones y luego volvió a París, donde solo se le permitió entregar cierta documentación, pero no se volvió a convocar a los representantes magiares ante la Entente. Teleki coordinó las vanas alegaciones húngaras.
Teleki regresó a Budapest en abril y fue nombrado ministro de Asuntos Exteriores en el nuevo Gobierno de coalición de Sándor Simonyi-Semadam, formado por el Partido de los Pequeños Propietarios y el nuevo Partido Cristiano de Unidad Nacional tras las elecciones de marzo, las primeras con voto secreto y una gran cantidad de población con derecho a voto. Miklós Horthy había sido nombrado regente a comienzos de marzo, antes de los comicios.
Los franceses comunicaron las condiciones definitivas del tratado de paz en mayo, que Hungría se vio obligada a firmar contra su voluntad el 4 de junio de 1920 en el Palacio de Trianón. Apenas diferían de las conocidas en enero. Teleki defendió la aceptación del tratado ante la imposibilidad de resistir. El documento, que cercenaba dos tercios del antiguo territorio y creaba una minoría húngara en los países vecinos de cerca tres millones trescientas mil personas, fue rechazado por todo el país. El revisionismo dominó la política húngara de entreguerras. Teleki, junto con el resto de conservadores, sostenía que Hungría no tenía otro remedio que aceptar el humillante tratado de paz, emprender la reconstrucción del país y tratar de conseguir un cambio de la situación a largo plazo, a diferencia de muchos de los oficiales de las unidades militares y paramilitares con las que había colaborado en la lucha contra el Gobierno de Kun, que planeaban acciones militares para oponerse a las cláusulas del tratado.

## Primer gabinete

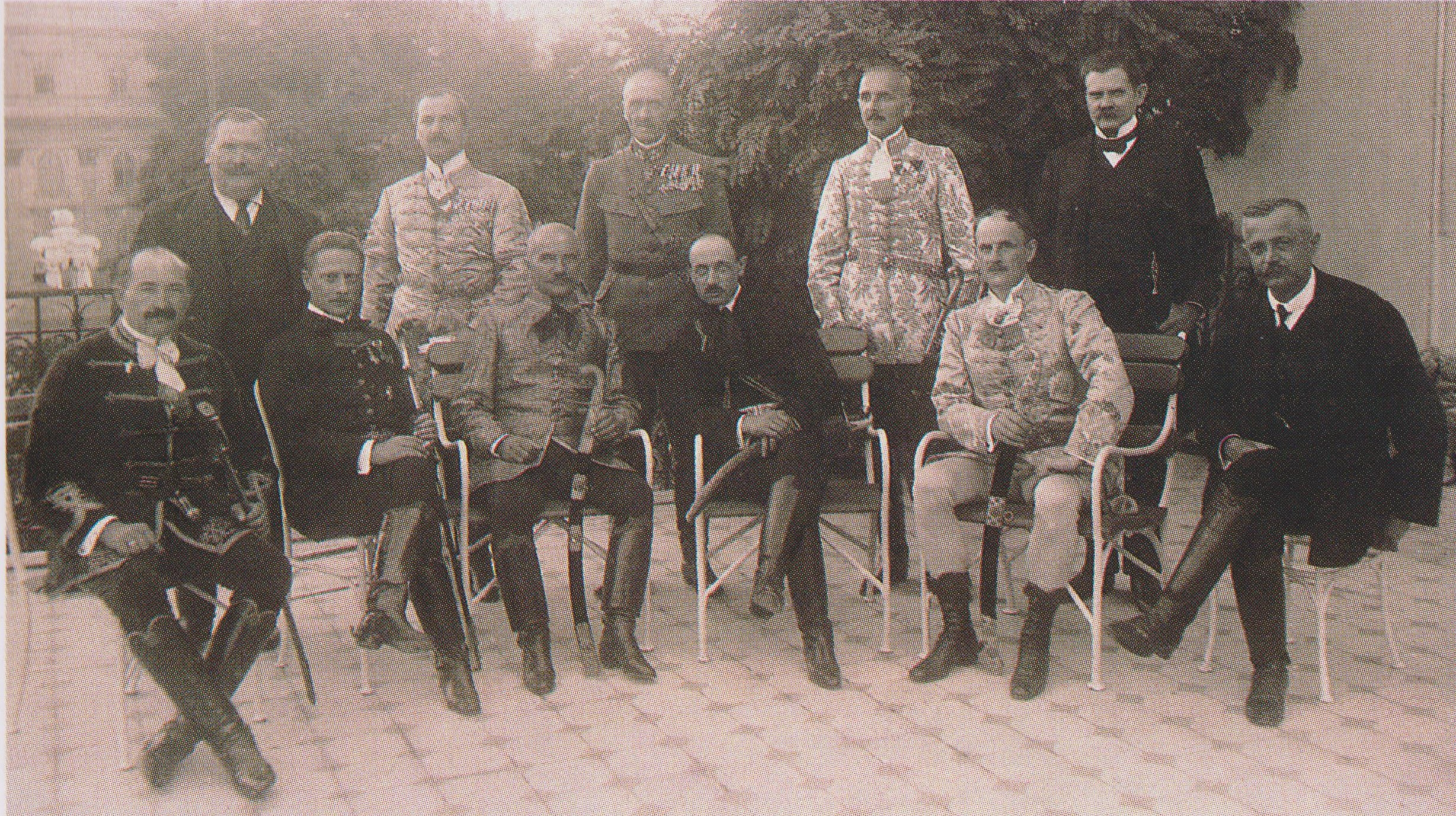
El primer gabinete de Teleki (en el centro, sentado y vestido de oscuro).

Tras la firma del tratado, el Gobierno no consiguió mantenerse en el poder. Bethlen recomendó a Teleki como nuevo primer ministro tras intentar infructuosamente formar Gobierno él mismo. Horthy lo nombró presidente del Gobierno el 15 de julio de 1920, tras haberse afiliado al partido del Gobierno el día anterior. Su gabinete logró perdurar a pesar de los presagios pesimistas de muchos observadores y del poco entusiasmo del propio Teleki.
El Gobierno de Teleki tuvo que afrontar graves problemas: gran número de refugiados llegaban al país de las zonas entregadas por el tratado de paz a las naciones vecinas, la cuestión de la reforma agraria seguía pendiente (el 57 % de la población vivía del campo y un tercio de ese porcentaje no poseía tierra alguna), la situación económica era muy seria y el antisemitismo y las matanzas campaban por parte del país. Además, no se había resuelto quién había de ocupar la jefatura del Estado y existía un partido poderoso que apoyaba la restauración de los Habsburgo.
Teleki consiguió apaciguar la presión del Partido de los Pequeños Propietarios con una reforma agraria poco ambiciosa. Asimismo, el país logró un préstamo internacional que ayudó a equilibrar las cuentas y pronto, aprovechando el asesinato de un policía a manos de las bandas de contrarrevolucionarios, Teleki disolvió las organizaciones que le habían permitido en parte llegar a poder (noviembre de 1920). El Gobierno de Teleki dio los primeros pasos de la recuperación económica del país. El plan de Teleki, como el de otros conservadores húngaros como Bethlen, era restaurar la estabilidad política, social y económica del país y desarrollar pacientemente un programa de revisión de los tratados de paz que contase con el beneplácito de las potencias, sin las que Hungría por sí sola no podría recuperar los territorios perdidos.
Los intentos de presentar a Hungría como aliado esencial contra los bolcheviques durante la guerra polaco-soviética no fructificaron, a pesar de las intensas negociaciones con Francia. La derrota y retirada rusas en el otoño de 1920 hicieron que Francia perdiese su interés inicial en hacer de Hungría el centro de su política en Europa oriental. Pese a la desilusión, Teleki y los conservadores húngaros siguieron confiando en una revisión de los tratados de paz mediante la diplomacia, convencidos además de la imposibilidad de una solución militar, que preferían la extrema derecha, el Estado Mayor y, en ocasiones, el propio regente. Los intentos por sacar a Hungría del aislamiento internacional, empero, fracasaron: el revisionismo húngaro impedía normalizar las relaciones con los países vecinos (incluso con Austria, con la que se disputaba Burgenland), las relaciones con la potencias vencedoras no era buena y la República de Weimar, teórico aliado potencial contra los tratados de paz, tampoco tenía buenas relaciones con el régimen reaccionario húngaro.
Se aprobaron también las primeras leyes antijudías —las primeras de la posguerra en Europa, en septiembre de 1920—, que trataban de reducir, con éxito, el porcentaje de judíos en muchas áreas. Un 48,9 % de médicos, un 42,4 % de periodistas, un 45,2 % de abogados o un 42,7 % de empleados en el comercio eran judíos en 1910, pero estos porcentajes se redujeron. En la universidad, las restricciones impuestas a los judíos menguaron el número de estudiantes de un 30-33 % a un 10-12 %. Teleki, apoyado por parte del nuevo poder conservador que se había vuelto antisemita tras la revolución, trató de sustituir a la burguesía judía por una nueva cristiana y nacionalista. En octubre de 1920, el Gobierno ordenó el arresto en campos mal preparados de los judíos que habían entrado en el país desde 1914, lo que condujo a algunos suicidios y muertes por malnutrición y frío entre los detenidos.
El Gobierno ratificó el tratado de paz el 13 de noviembre de 1920. Tras lograr la aprobación de la ley agraria y de la ratificación del tratado, el Gobierno cayó por un voto de censura al ministro de Economía, pero Teleki fue el encargado de formar un nuevo gabinete, cada vez más inestable por los desacuerdos entre los dos partidos de la coalición que lo formaban. Los intentos del nuevo Gobierno por atajar la grave crisis económica fracasaron en la primera mitad de 1921, a pesar de las ingeniosas medidas del nuevo ministro de Economía de Teleki, Loránt Hegedüs.

### Intentos de restauración monárquica

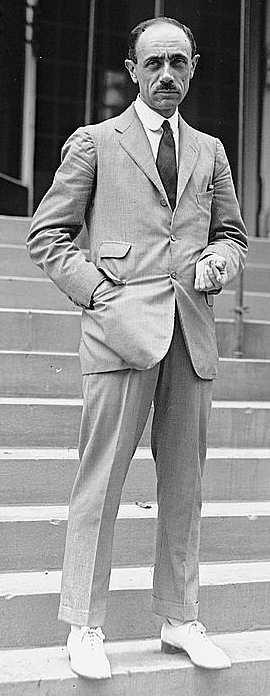
Teleki en septiembre de 1921, pocos meses después de abandonar la Presidencia del Gobierno.

Teleki tuvo que enfrentarse al intento del rey de recuperar el trono tras haber intentado retrasar el debate sobre la jefatura del Estado todo lo posible. El asunto de la monarquía dividía a la elite húngara. Además, las potencias habían descartado categóricamente la restauración de Carlos, lo que llevó a Teleki a hacer declaraciones cada vez más discretas acerca del problema. En febrero de 1921, sin embargo, no pudo retrasar más el tratar el asunto, que dividía al propio partido gubernamental. La crisis, sin embargo, se desató en la primavera, con el retorno inesperado del exmonarca a Hungría.
Carlos se instaló en el palacio episcopal de Szombathely el 26 de marzo de 1921, tras haber abandonado Suiza disfrazado y con pasaporte falso. Teleki se reunió con él esa misma noche y trató de persuadirlo de que abandonase el país, pero finalmente cedió y se acordó que el monarca se trasladase a Budapest para negociar la recuperación del trono con el regente. Se despachó a Teleki para avisar al regente de la inminente llegada del exsoberano, pero acabó llegando después que él. Horthy convenció al soberano de que abandonase el país ante la amenaza de invasión de los países vecinos, pero este finalmente se limitó a volver a Szombathely. El regente envió entonces a Teleki para convencer a Carlos de que dejase Hungría; Checoslovaquia y Yugoslavia se movilizaron el 29. El rey abandonó finalmente el país el 5 de abril ante la presión internacional. No obstante, la publicación de la proclama realizada por Carlos a la nación por parte de Teleki —que añadió una introducción propia al texto— el 7 de abril hizo que se desatase una campaña de críticas al Gobierno que precipitó la renuncia de dos ministros, lo que a su vez causó la de Teleki el mismo día. El regente, sin embargo, la rechazó.
Teleki dimitió finalmente el 14 de abril tras varios intentos de mantener el gobierno. El desacuerdo entre los partidos que lo sostenían, indirectamente agudizado por el regreso del rey, le impidió continuar. La crisis política y el enfrentamiento entre los partidos hizo que Teleki adoptara una actitud hostil a estos que conservó el resto de su carrera. Bethlen le sucedió en el cargo.

## Fuera del Gobierno
Tras abandonar el poder, Teleki desempeñó numerosos cargos —presidía cerca de dos docenas de organizaciones— e impulsó diferentes instituciones educativas, como la facultad Eötvös, la nueva facultad de economía, o Magyar Cserkészszövetség, la asociación húngara de los boy scouts. El objetivo de Teleki era fomentar la creación de una nueva clase media cristiana imbuida de los valores conservadores que él defendía y que había de sustituir a la judía, considerada ajena a Hungría. Teleki trató de arrinconar a la burguesía judía, pero no de incluir en el poder al campesinado húngaro, por lo que sus empresas tuvieron un marcado carácter elitista. Trató de educar a la nación (entendiendo por esta a las capas dirigentes) en los valores nacional-cristianos que les habían de permitir lograr los objetivos revisionistas.
Se convirtió además en el ideólogo húngaro de la revisión de los tratados de paz; desarrolló teorías basadas en la historia, geografía y economía para justificar sus ideas nacionalistas. Estaba dispuesto a ofrecer a las antiguas nacionalidades alguna autonomía cultural y religiosa, pero mantenía la primacía húngara. Durante la década de 1920, se le encargó la financiación ilegal de las minorías magiares en los países vecinos con dinero gubernamental. Encabezó desde agosto de 1921 la nueva organización dedicada a la propaganda irredentista creada por iniciativa gubernamental.
Desempeñó asimismo labores diplomáticas oficiosas: viajó a Londres y París en la primavera de 1921 para tratar de mejorar el trazado de fronteras a favor de Hungría. En 1922 resultó nuevamente elegido diputado por Szeged, pero no desempeñó un papel relevante en las Cortes, hallándose ausente de Hungría gran parte de la legislatura y mostrando escaso interés por las actividades parlamentarias.

### Enfermedad y actividad universitaria
Persona enfermiza desde la niñez y con frecuentes ataques de depresión que se fueron acentuando con la edad, Teleki sufrió la extirpación de un riñón a finales de 1922, lo que limitó su actividad de por vida. A partir de entonces, hubo de sondarse tres veces al día y tuvo que abandonar algunos de sus cargos. Su enfermedad lo llevó a abandonar la mayor parte de la actividad universitaria y a realizar un viaje de reposo a Finlandia en 1924. A su vuelta, aceptó el ofrecimiento de la Sociedad de Naciones para participar en el trazado de la frontera turco-iraquí.

### Actividad internacional y nacional
Fue capaz de desarrollar una intensa actividad internacional a pesar de su enfermedad y participó, entre otras muchas, en la delimitación de la frontera turco-iraquí en 1925 como miembro de una comisión de la Sociedad de Naciones. El informe de Teleki fue ensalzado internacionalmente y se lo consideró modélico.

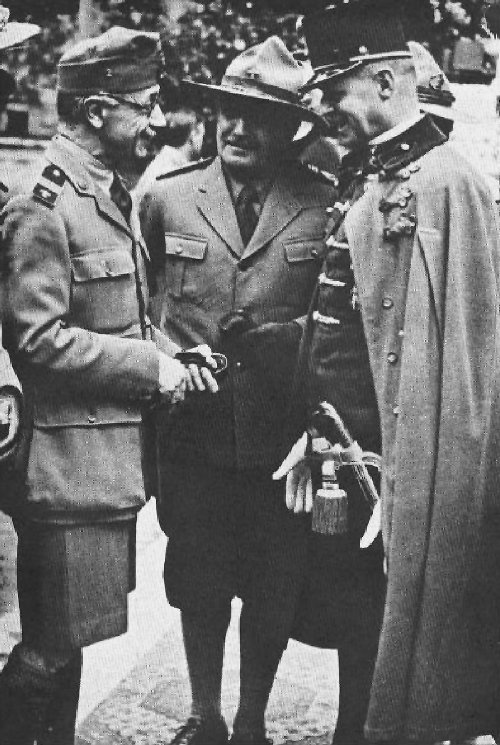
Teleki durante el jamboree de 1933 celebrado en Gödöllő, que se encargó de organizar.

Acudió a numerosos congresos y fue muy activo en el movimiento de los boy scouts, de cuya junta directiva internacional formó parte. Para Teleki, sin embargo, el movimiento, elitista, debía servir en Hungría para inculcar un espíritu religioso y nacionalista. Como la facultad de Eötvös o la de economía, era una escuela para formar una nueva elite que habría de transformar la sociedad húngara hacia el conservadurismo deseado por Teleki.
En 1925 se vio involucrado en un turbio escándalo de falsificación de francos del que salió exonerado públicamente. El escándalo internacional, que afectó al Gobierno, llevó a que no se presentase a la reelección en 1926, aunque en 1927 la facultad de economía lo nombró representante suyo en la nueva Cámara Alta. En ella defendió el mantenimiento de su ley de numerus clausus, que Bethlen sopesaba enmendar en el otoño de 1927 a causa de la presión extranjera.
En 1933 se mostró entusiasmado por los cambios en Alemania, que veía como un giro hacia un Estado nacionalista, impulsor de las asociaciones juveniles que tanto defendía, antiizquierdista y corporativista. Su entusiasmo decayó con el tiempo al enfrentarse el nuevo nacionalismo alemán con el magiar de Teleki. La orientación antirreligiosa de parte importante de la jerarquía nazi tampoco era del gusto de Teleki, más cercano al fascismo clerical de Salazar. Se oponía además a la propaganda nazi en Hungría y a la formación de organizaciones alemanas separadas en el país.
Teleki se fue escorando cada vez más a una posición a la derecha de la gubernamental durante la época que pasó alejado del gobierno, intermedia entre el conservadurismo tradicional de István Bethlen y sus partidarios y la extrema derecha de los partidos filofascistas como la Cruz Flechada de Ferenc Szálasi. Su liberalismo e indiferencia religiosa inicial dieron paso a un creciente conservadurismo como reacción a las revoluciones de la posguerra húngara. Hostil a las masas, se oponía a la democracia. Su ideología era fundamentalmente conservadora, nacionalista, antiliberal, antisemita y, en ocasiones, antiparlamentaria.

## De nuevo en el Gobierno
Teleki regresó al Consejo de Ministros al frente de la cartera de Cultura y Educación del nuevo gabinete de Béla Imrédy —más partidario de los alemanes que el anterior— el 14 de mayo de 1938, tras la anexión de Austria. De su ministerio dependían los dos principales organismos (la Fundación para la Emancipación Nacional y el Comité de Intelectuales Desempleados) que aplicaron en el ámbito social la legislación antisemita que se aprobó posteriormente.
Aportó moderación a la posición húngara durante la crisis de Múnich, convencido de que cualquier concesión territorial alemana no sería duradera. Se opuso a utilizar la fuerza y abogó por tratar de lograr el favor británico para las aspiraciones territoriales húngaras en Checoslovaquia. Con la aquiescencia de Imrédy, propuso que no se exigiese aún la recuperación total de Eslovaquia.
Como gran especialista en geografía, economía y etnografía, Teleki participó muy activamente en las negociaciones con los checoslovacos tras los Acuerdos de Múnich que llevaron finalmente, tras la intervención de Alemania e Italia una vez estancadas estas, al Primer Arbitraje de Viena, que devolvió a Hungría la zona meridional de Eslovaquia, poblada mayoritariamente por húngaros. Los datos y estudios acumulados a lo largo de los años por Teleki y las instituciones creadas por él fueron fundamentales para defender la postura húngara ante los eslovacos, que tuvieron que asistir a las sesiones sin apenas asesoramiento. Una vez firmado el arbitraje, encabezó la delegación húngara encargada del trazado de fronteras con Checoslovaquia.
Teleki participó en la resolución de la crisis que permitió al primer ministro mantener el cargo con apoyo del regente a finales de noviembre, cuando la rebelión de parte de los diputados conservadores puso en peligro el Gobierno cada vez más filofascista de Imrédy.

## Segundo gabinete

### Programa, gestos hacia el Eje y recuperación de Rutenia
Se nombró a Teleki primer ministro en febrero de 1939, tras la renuncia de Imrédy, forzada por la acusación de la oposición de tener antepasados judíos. Heredó el gabinete y el proyecto de su antecesor, incluyendo la nueva legislación antijudía en preparación, que describió como «nuestra última batalla con los judíos». Teleki tuvo que lidiar con las dos corrientes del Consejo de Ministros, la conservadora y la ultraderechista. Además de ligar en parte sus planes de reforma agraria a la legislación antisemita, en la presentación de su programa abogó por la aprobación de cierta legislación social, la reforma de la educación, la continuación del rearme, el acercamiento a Alemania e Italia y, sobre todo, la consecución de los objetivos revisionistas. El 24 de febrero, en claro gesto hacia Alemania, Hungría suscribió el Pacto Anticomintern y el 11 de abril abandonó la Sociedad de Naciones. La primera acción llevó a Moscú a romper relaciones diplomáticas con Budapest, sin que Berlín o Roma reaccionasen, para disgusto de los húngaros.
Teleki continuó los esfuerzos comenzados durante el Gobierno anterior para obtener el control de Rutenia, a ser posible de manera independiente de Alemania. Presentó razones geográficas y económicas para tratar de obtener el territorio ante la imposibilidad de blandir el argumento cultural o lingüístico y la debilidad de los históricos o políticos (el anticomunismo o la creación de una frontera común con Polonia). Según Teleki, Hungría debía apoderarse de Rutenia para evitar la desforestación que podía poner en peligro el río Tisza y la llanura húngara que alimenta. Sopesó la posibilidad de hacerse con Rutenia de manera independiente en febrero, cuando quedó clara la intención de Hitler de acabar con Checoslovaquia, o, cuando menos, suimultáneamente a la entrada de las tropas alemanas en el resto del país, para que la obtención de la región no se debiese a una dádiva de Berlín, que no se lograría sin nuevas concesiones.
El 13 de marzo, Teleki recibió el aviso del embajador en Alemania del permiso de esta para ocupar Rutenia en las siguientes veinticuatro horas, tras la destitución checoslovaca del Gobierno eslovaco de Jozef Tiso el día 10 y la implantación de un gobierno militar. Teleki, que deseaba con vehemencia recuperar el territorio —con una mayoría no magiar pero importantes materias primas—, se había mostrado dispuesto a ocuparlo por la fuerza. Hitler declaró estar dispuesto a reconocer al nuevo Gobierno ruteno si Hungría decidía no actuar en el plazo propuesto. Teleki decidió aprovechar el ofrecimiento a pesar de su preferencia por obtener el territorio sin intervención alemana, y el 14 despachó tropas de ocupación compuestas por reclutas bisoños que consiguieron, sin embargo, desalojar al Gobierno ruteno de Avgustin Voloshin el 15 y ocupar completamente la región el 17. Dado que el mensaje del embajador no se publicó, la acción húngara parecía haber tenido lugar sin la aquiescencia de Berlín. Pocos días después, los húngaros atacaron Eslovaquia para apropiarse de ciertas zonas orientales, que se les cedieron en abril en negociaciones entre Budapest y Bratislava. La nueva frontera común magiaro-polaca no reforzó, sin embargo, la posición de Budapest frente a Berlín. La hostilidad de Alemania hacia Polonia, cada vez más clara y evidente en la visita de Teleki a Berlín en abril, acabó con las esperanzas de formar una estrecha alianza entre Budapest y Varsovia. El enfrentamiento, considerado ya inevitable, llevó al Gobierno húngaro a tratar de no verse involucrado en él cuando estallase. La participación húngara en el bando alemán en una guerra mundial que los mandatarios húngaros creían que perdería determinó el fin del régimen húngaro.
Teleki dio prioridad a la recuperación de territorios y preparó con tal fin diversos estudios y planes para ampliar la revisión fronteriza tanto en Eslovaquia (donde no consideraba definitivo el arbitraje), como en Transilvania y en Yugoslavia. No encontró el apoyo a sus planes que había esperado de los británicos y trató de recabar, también infructuosamente, el italiano.

### Tensión con la oposición de ultraderecha y creación del partido gubernamental

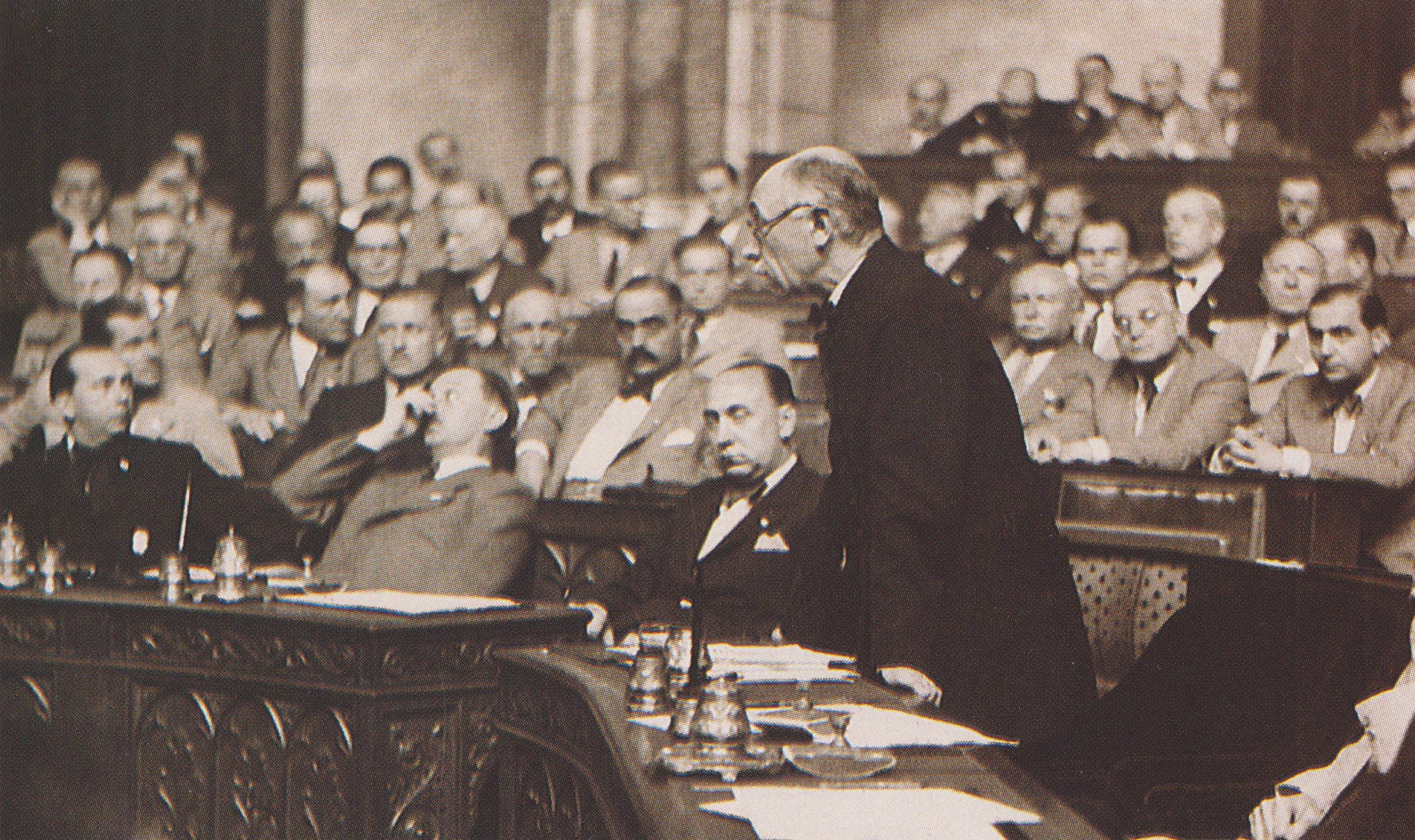
Intervención parlamentaria de Teleki en junio de 1939, tras las elecciones en las que la oposición de ultraderecha obtuvo casi un tercio de los sufragios.

En política interior, Teleki formó un nuevo partido de corte autoritario y notable participación de ultraderechistas (el Partido de la Vida Húngara), con gran cantidad de partidarios del anterior primer ministro. El partido, antisemita, abogaba a la vez por la aplicación de diversas reformas sociales. El nuevo partido obtuvo la mayoría en las elecciones, secretas por primera vez desde 1920 pero muy controladas por el Gobierno, que hostigó a la oposición, especialmente a la ultraderecha del Partido de la Cruz Flechada. Su grupo parlamentario estaba formado por nuevos diputados, más jóvenes y mejor formados pero más radicales, escogidos principalmente por los seguidores de Imrédy, que habían realizado gran parte de la selección de candidatos del partido gubernamental. A pesar de su derrota electoral, los partidos opositores de ultraderecha obtuvieron un 30 % de los sufragios. Esta se convirtió en el principal grupo de oposición en las Cortes húngaras, con más de cuarenta escaños. En el propio partido gubernamental, la influencia de la derecha y de los partidarios de Alemania era intensa, y los seguidores del primer ministro, escasos. A pesar del recorte de derechos de la oposición parlamentaria, Teleki tuvo que enfrentarse desde el principio a duros ataques de la oposición de la Cruz Flechada. Esta, partidaria de mayores concesiones a Alemania, mantuvo una constante presión sobre el Gobierno.

### Neutralidad
En julio Teleki avisó a sus socios del Eje que Hungría no pensaba participar en el ataque a Polonia —con la que tenía una frontera común desde la anexión de Rutenia—, que consideraba inminente desde su visita a Berlín en primavera. El país no declaró formalmente la neutralidad por petición alemana. El 10 de septiembre de 1939, rechazó una petición alemana del día anterior para trasladar tropas a través de territorio húngaro para atacar Polonia. Alemania había solicitado poder utilizar la red ferroviaria húngara para poder completar el ataque por el flanco sur polaco, pero Teleki se negó, indicando el regente Horthy al embajador alemán que «antes volaría la red de ferrocarriles que participar en un ataque a Polonia». Fundamentalmente antinazi, Teleki tuvo que enfrentarse con algunos destacados filogermanos en las instituciones del Estado, como su propio ministro de Asuntos Exteriores o el jefe del Estado Mayor, Henrik Werth. El primer ministro tuvo que enfrentarse, como todos sus antecesores conservadores, a una gran presión radical por parte del Ejército, que deseaba una cooperación más decidida con Alemania. También el futuro primer ministro Sztójay, entonces embajador en Alemania, apoyaba claramente las posiciones de los militares. Teleki, por su parte, deseaba lograr los objetivos revisionistas con la mínima intervención alemana, convencido de que las concesiones de esta no serían aceptadas por las demás potencias. En lo posible, trataba de mantener una posición de equilibrio entre los dos bandos enfrentados en la contienda mundial.
El Gobierno alemán, aunque no necesitaba la ayuda húngara —el rechazo húngaro llegó cuando las unidades alemanas habían alcanzado Varsovia—, utilizó la negativa en las posteriores negociaciones con los húngaros. Hungría acogió a varias decenas de miles de refugiados polacos, para los que se crearon incluso escuelas; la embajada polaca siguió abierta hasta el 31 de diciembre de 1940. La única institución de enseñanza superior polaca en Europa tras la clausura por los alemanes de las mismas en Polonia, se encontraba entonces en Hungría. Los alemanes reaccionaron al rechazo a cooperar del Gobierno húngaro bloqueando la entrega de armamento, que Budapest necesitaba para sus preparativos militares para Transilvania, objetivo principal del gabinete de Teleki —en parte por la imposibilidad de recuperar territorios en el norte por la influencia alemana en Eslovaquia—.
Teleki, tratando de mantener cierta independencia de Alemania sin dejar por ello de perseguir sus objetivos revisionistas, ofreció ayuda a Finlandia durante la Guerra de Invierno; los 361 voluntarios húngaros llegaron al país una vez concluidas las hostilidades, pero el gesto tuvo un beneficioso efecto propagandístico. A pesar de esto y gracias al Pacto Ribbentrop-Mólotov de agosto de 1939 que les permitió obtener territorios polacos aledaños a Hungría, los soviéticos reanudaron las relaciones diplomáticos con Budapest a finales de septiembre de ese año. Teleki mantuvo, a pesar de todo, la orientación antisoviética de la política exterior húngara.
El comienzo de la contienda mundial, no obstante, aumentó el sometimiento húngaro a las necesidades económicas alemanas debidas al conflicto. Ante las crecientes exigencias alemanas en diversos aspectos económicos y la amenaza de un embargo militar y de exportaciones, Teleki cedió.
En el invierno de 1939-1940, la principal preocupación de Teleki, que le llevó a sopesar la formación de un Gobierno en el exilio en Estados Unidos, era la posibilidad de un conflicto germano-soviético sobre el control de Rumanía que condujese a la ocupación de Hungría por fuerzas alemanas. En marzo de 1940, trató de recabar, en vano, el apoyo de Mussolini en caso de que los alemanes solicitasen que sus tropas atravesasen Hungría camino de Rumanía. Una nueva petición realizada en abril ante el aumento de la tensión en la zona volvió a recibir la respuesta negativa del caudillo italiano, decidido ya a entrar en la guerra junto a Alemania. Por otra parte, las ambiciones territoriales húngaras en Transilvania complicaron la formación de un bloque de países neutrales en los Balcanes en los primeros meses del conflicto, idea que planteó Italia.

### Medidas contra los judíos
Heredó de Béla Imrédy el proyecto de ley contra los judíos; el 22 de febrero de 1939 afirmó que el proyecto no se había gestado por presión alemana, sino que era parte del proyecto nacional que defendía. El preámbulo de la ley, escrito por el mismo Teleki como ministro de Cultura y Educación con Imrédy, definía a los judíos por criterios raciales y no religiosos, y se les consideraba incapaces de asimilarse y extremistas. La toma de Rutenia en marzo trajo consigo la incorporación de nueva y abundante población judía.
En agosto de 1939, el Gobierno de Teleki aprobó las nuevas leyes que limitaban la participación económica de los judíos a un 20 % del PIB, además de dificultarles la obtención de la ciudadanía, reducir su presencia pública y expulsarlos del funcionariado, la prensa, el teatro, el cine y las profesiones con licencia estatal. La ley limitaba el porcentaje de profesionales judíos a un 6 % en la abogacía, la ingeniería, la medicina, la prensa, el teatro y el cine, y a un 12 % en otras profesiones liberales. Asimismo, animaba al Gobierno a incentivar la emigración judía. La oposición liberal y socialdemócrata, así como parte importante de la Cámara Alta, se habían opuesto a la aprobación y su debate llevó largos meses. En el presupuesto para 1940, la oficina para «asuntos intelectuales» (que tenía a cien de sus doscientos noventa miembros dedicados a la aplicación de la legislación antisemita), obtuvo un aumento de un 3000 %.
En 1939 se retiró a los judíos la obligación de realizar servicio militar y pasaron a realizar un servicio sustitutivo en batallones de trabajo. Perdieron además su representación en la Cámara Alta y en los ayuntamientos. La reforma agraria parcial también se llevó a cabo en gran parte a costa de propiedades judías. Fueron expulsados asimismo de los Boy Scouts.
Además de escribir el preámbulo de la segunda «ley antijudía» (1939), preparó la tercera (finales de 1940). La tercera ley fue finalmente promulgada bajo el mandato de su sucesor (aunque el borrador de Teleki era aún más restrictivo).

### Otras reformas legales
El gabinete de Teleki aprobó además ciertas reformas sociales: una compleja reforma agraria que debía desarrollarse a lo largo de quince años y que incidía en la distribución de las tierras con dueños judíos (abril de 1940), pensiones para las viudas de los jornaleros (septiembre de 1940), mejoras en la legislación sanitaria (diciembre de 1940) o la implantación de un salario mínimo (enero de 1941).

### Segundo Arbitraje de Viena y dependencia de Alemania
Ante la ausencia de apoyo británico e italiano a las aspiraciones húngaras sobre Transilvania, el 17 de abril de 1940 Teleki dirigió una petición de ayuda a Berlín, a pesar de su reticencia personal a solicitar la ayuda de Alemania. Ofrecía permitir el paso de unidades alemanas a través de territorio magiar a cambio del apoyo de Hitler a las reclamaciones territoriales de Budapest. Hitler, enfrascado en la conquista de Noruega y Dinamarca y en la preparación de la invasión de Francia y no deseando poner en peligro las relaciones con la URSS mediante una acción inoportuna en los Balcanes, rechazó ambiguamente la propuesta húngara. Teleki aceptó la negativa alemana hasta que el ultimátum soviético a Rumanía el 26 de junio volvió a plantear la revisión de las fronteras rumanas. En julio finalmente los alemanes se avinieron a contemplar las exigencias magiares en Transilvania, aunque no otorgaron a estos el territorio de manera inmediata como esperaban los mandatarios húngaros. Durante estos meses, la actividad de Teleki se concentró en la crisis con Rumanía. El fracaso de las negociaciones bilaterales propuestas por Alemania condujeron a un nuevo arbitraje de alemanes e italianos.

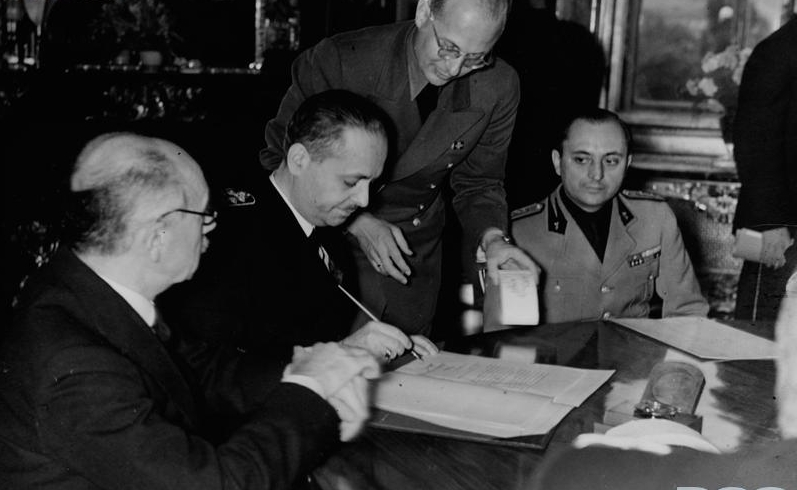
Teleki, junto al ministro de Asuntos Exteriores húngaro, que firma el Segundo arbitraje de Viena que devolvió parte de Transilvania a Hungría. La dependencia de Alemania que costó la concesión lo disgustó.

Europa en enero de 1941. Teleki había firmado el mes anterior un acuerdo con Yugoslavia, única conexión con el Reino Unido en unos Balcanes controlados cada vez más por el Eje.

En el Segundo arbitraje de Viena anunciado el 30 de agosto de 1940, recuperó parte de la Transilvania perdida al final de la Primera Guerra Mundial. A cambio del apoyo alemán a sus reivindicaciones, Teleki se había visto obligado a firmar unos acuerdos económicos muy ventajosos para Alemania: compañías alemanas recibían derechos de prospección petrolífera en el sur del país, se aumentaba el porcentaje de productos agrícolas exportados a Alemania, se aumentaba el valor del marco frente a la moneda húngara y se regulaban a favor de los germanos las tasas aduaneras. Además, Teleki hubo de conceder a los alemanes la categoría de minoría étnica, a lo que se había resistido hasta ese momento. Quizá por presiones alemanas, se liberó a Ferenc Szálasi, que poco después logró unificar varios partidos filonazis bajo su mando, a la vez que mantenía una dura pero ineficaz campaña para derrocar a Teleki. Teleki no estaba satisfecho con las concesiones cada vez mayores a los alemanes y presentó su dimisión, que no fue admitida, nada más regresar a Hungría. La política de tratar de limitar la influencia alemana a la vez que el país perseguía sus objetivos revisionistas había fracasado.
La ocupación de la Transilvania recuperada tampoco se desarrolló al gusto de Teleki, a pesar del cuidado que puso en elegir a los representantes del Gobierno en la región; el Ejército perpetró matanzas de limpieza étnica y permitió desmanes de los húngaros contra los rumanos, que estos realizaron también en su parte del territorio dividido. Los refugiados que llegaban de Rumanía eran cada vez más numerosos y, tras un primer intento por disuadir su llegada, Teleki no tuvo más remedio que asumir la asistencia a los recién llegados, que cruzaban la frontera por decenas de miles (200 000 en 1944).
En octubre Hungría hubo de permitir el paso de tropas alemanas hacia los campos petrolíferos rumanos y el 20 de noviembre se adhirió al Pacto Tripartito. También en octubre, el Gobierno húngaro realizó nuevas concesiones económicas a los alemanes. La guerra aumentaba la dependencia húngara del Reich. Teleki había aceptado la adhesión del pacto, que alejaba al país de la neutralidad y lo acercaba al Eje, confiando en que no comprometería a Hungría en la guerra, favorecería los objetivos revisionistas en Transilvania y sería bien vista por la oposición de derecha.
En un intento de mantener cierta distancia frente a Alemania sin dejar por ello de aprovechar su poder para los fines revisionistas húngaros siempre que eso no arrastrase a Hungría a la guerra en el bando alemán, Teleki firmó un «pacto de amistad eterna» con Yugoslavia el 12 de diciembre de 1940. Con una Eslovaquia carente de política exterior propia y una Rumanía en crisis por el arbitraje de Viena, la única posibilidad de pacto para Hungría era la vecina Yugoslavia, aunque esto no supuso el abandono de las reclamaciones territoriales contra esta, sino solo su aplazamiento. El pacto, además, era bien visto en Roma y Berlín. A finales de enero, moría de una complicación del resfriado contraído en Belgrado tras la firma del tratado entre las dos naciones el ministro de Asuntos Exteriores Csáky, antiguo secretario de Teleki y germanófilo decidido, al que sustituyó el embajador en Bucarest, László Bárdossy.

### Invasión de Yugoslavia y suicidio
El 3 de marzo de 1941, recibió, a través del embajador en Londres, la advertencia del ministro de Asuntos Exteriores británico, Anthony Eden, de que Hungría debía oponer resistencia al paso de las tropas alemanas si no deseaba entrar en guerra con el Reino Unido. La actitud británica deprimió mucho a Teleki, que se veía cada vez más sin margen de maniobra ante la presión alemana.

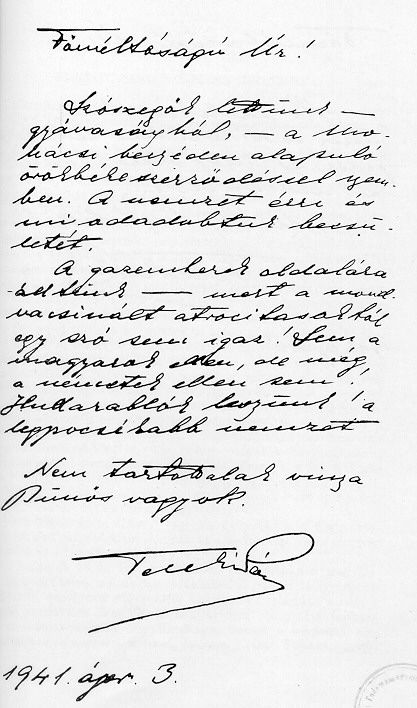
Una de las dos cartas que Teleki dejó antes de suicidarse la madrugada del 3 de abril de 1941.

El suceso que acabó causando el suicidio de Teleki comenzó el 25 de marzo, cuando el ministro de Asuntos Exteriores yugoslavo, Lazar Cincar-Marković, viajó a Viena y firmó la adhesión de su país al Pacto Tripartito al día siguiente. De regreso a Yugoslavia, se encontró con que el general de las fuerzas aéreas Dušan Simović había dado un golpe de Estado incruento y derrocado al Gobierno. Alemania, viendo su flanco meridional amenazado por el nuevo Gobierno justo cuando se preparaba para la invasión de la Unión Soviética, decidió ocupar Yugoslavia y solicitó a Hungría que participase, en tanto que miembro del Pacto. Hitler le ofrecía la devolución del antiguo territorio húngaro entonces parte de Yugoslavia a cambio del apoyo militar magiar. Sztójay voló en un avión alemán para presentar la propuesta al regente.
A finales de ese mismo mes, los médicos informaron a Teleki de la enfermedad terminal de su esposa —que acabó falleciendo en julio de 1942—, al tiempo que la salud de su madre empeoraba rápidamente; Teleki, solo en el palacio Sándor y aislado socialmente, sufría de insomnio y realizó diversas visitas a médicos a comienzos de año. Convencido del fracaso de sus esfuerzos revisionistas, volvió a caer en una depresión.
No estaba dispuesto, sin embargo, a permitir la invasión de un país con el que había firmado un tratado de no agresión y «amistad perpetua» en diciembre de 1940, hacía solo cinco meses. Se opuso por tanto duramente a la participación húngara en la invasión de Yugoslavia. Solo con gran dificultad logró convencer a Horthy de no aceptar incondicionalmente la oferta de Hitler. Las alternativas de Teleki se limitaban a mantener su oposición a las peticiones alemanas, lo que podía suponer la pronta invasión del país y la caída del Gobierno o quizá el abandono de las aspiraciones revisionistas, o permitir el paso del Ejército alemán, traicionando así su pacto con Yugoslavia y enfrentándose abiertamente con los Aliados.
El regente húngaro, almirante Horthy, que se había resistido a las peticiones de Alemania hasta entonces pero deseaba obtener nuevas concesiones territoriales, cedió y permitió el comienzo de las conversaciones entre los mandos militares húngaros y alemanes. Teleki se reunió con su gabinete esa misma noche, manifestando su desilusión con el regente que le había «asegurado treinta y cuatro veces que no iría a la guerra para defender intereses extranjeros, para cambiar ahora de opinión». Teleki tuvo que ceder en que comenzasen conversaciones entre los Estados Mayores húngaro y alemán ante la posición del regente y la indisciplina de los militares, que pasaron a redactar un plan completo de ataque junto con los alemanes sin consentimiento del Gobierno. Teleki denunció los actos de Werth como traición. Presentó en vano la dimisión el 28 de marzo; la retiró por insistencia del Consejo de Ministros. El 1 de abril, en una reunión del Gobierno con el regente y el alto mando, logró imponer ciertas condiciones a la participación húngara en la campaña contra Yugoslavia: entrada en esta solo tras la independencia croata (que debía suponer el fin de Yugoslavia), la limitación de la participación a las antiguas fronteras del reino, el mantenimiento de las unidades magiares bajo mando húngaro y el veto del regente sobre los planes militares. Ese mismo día, comunicó el resultado de la reunión a los británicos y trató de averiguar su actitud ante aquel. Al día siguiente expresaba la dificultad de su posición, con el regente, los mandos militares, parte del Gobierno y la mayoría del Parlamento favorables a la intervención militar. Esa misma tarde recibió la comunicación del rechazo británico a la participación húngara en la ofensiva que se preparaba, al tiempo que Horthy le indicaba que parte de las condiciones pactadas quedarían sin efecto por petición alemana. Tanto el embajador británico en Budapest como el Gobierno de Londres se opusieron tajantemente a la participación húngara en el ataque previsto contra Yugoslavia; los británicos amenazaron con declarar la guerra a Hungría.

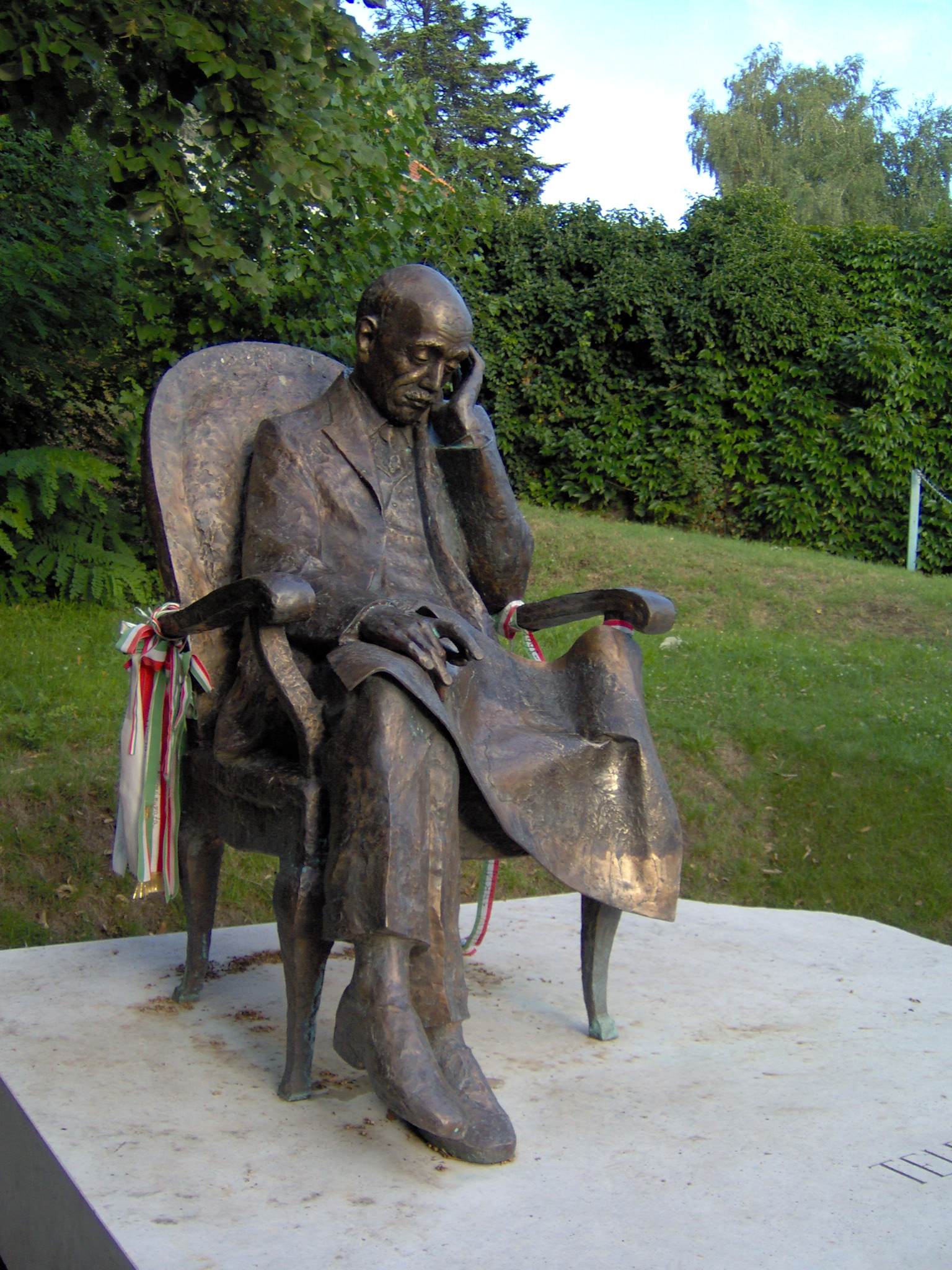
Estatua de Pál Teleki.

Cerca de la medianoche del 2 de abril, se cree que recibió una llamada en su apartamento del Palacio Sándor en la que se le comunicaba que el Ejército alemán acababa de comenzar a atravesar Hungría en su camino hacia Yugoslavia. Teleki se suicidó de un disparo la madrugada del 3 de abril de 1941, entre las dos y las dos y media, y se encontró su cadáver al día siguiente. Winston Churchill, impresionado por el acto de Teleki, lo mencionó en el Parlamento británico. Dejó una patética carta al regente culpándose de la ruptura de los acuerdos con Yugoslavia. Le sucedió en el cargo László Bárdossy, su ministro de Asuntos Exteriores, al que Horthy nombró el mismo día del suicidio de Teleki. Su gesto, sin embargo, no cambió la decisión del Gobierno de participar en la campaña yugoslava.
El 6 de abril, Alemania lanzaba la Operación Castigo, bombardeando Belgrado y dando comienzo a la invasión del país. Una alarma aérea interrumpió brevemente el entierro de Teleki, que tuvo lugar al día siguiente, el 7 de abril. El 11 de abril, las unidades húngaras se unieron a la campaña contra Yugoslavia, participación que Teleki había tratado en vano de evitar. El Reino Unido rompió relaciones diplomáticas con Budapest el mismo día del comienzo de la ofensiva alemana, aunque finalmente no declaró la guerra como había amenazado.